# Giacobbe - L'uomo che lottò con Dio
Giacobbe - L'uomo che lottò con Dio è un film del 1963 diretto da Marcello Baldi.
Basato sul racconto della Bibbia, è cronologicamente preceduto da I patriarchi, distribuito però l'anno successivo.

## Trama
Giacobbe, figlio di Isacco, con l'aiuto della madre Rebecca toglie al fratello Esaù la primogenitura. Esaù non la prende bene. A scanso di guai, Giacobbe deve emigrare e ritornerà dopo molti anni. Quando teme di dover affrontare l'ira di Esaù che gli muove incontro con quattrocento uomini, l'affetto che non si è mai spento tra i due fratelli prende il sopravvento e la pace torna definitivamente tra Giacobbe ed Esaù.